# Печеніжинський район
Печеніжинський район — колишній район у складі Станіславської області УРСР. Центром району було містечко Печеніжин.

## Історія
Утворений 17 січня 1940 року зі складових частин Коломийського повіту — містечка Печеніжин та сільських ґмін Печеніжин і Вербяж Вижни. Указом Президії Верховної Ради УРСР 23 жовтня 1940 року Іспаська сільська рада передана з Печеніжинського району до Коломийського району, а Княждвір Горішня і Княждвір Долішня сільські ради передані з Коршівського району до Печеніжинського району. Указом Президії Верховної Ради УРСР 13 листопада 1940 р. Чорнопотоківська сільська рада передана з Делятинського району до Печеніжинського.
У роки ІІ світової війни територія району була окупована німцями і увійшла до Коломийського староства Дистрикту Галичина. Навесні 1944 року радянські війська знову захопили територію району і був відновлений Печеніжинський район з усіма установами.
7 червня 1946 року указом Президії Верховної Ради УРСР радянська влада знищила історичну назву сіл Княждвір Горішній і Княждвір Долішній і перейменувала їх на безликі: село Верхнє і село Нижнє.
Станом на 1 вересня 1946 року площа району становила 200 км², кількість сільських рад — 14, селищних — 1.
На 22.01.1955 в районі залишилось 13 сільрад.
Указом Президії Верховної Ради УРСР 6 червня 1957 р. Печеніжинський район ліквідовано і приєднано до Коломийського району.

## Діяльність ОУН і УПА
На території району діяла районна організація ОУН, очолювана районним проводом ОУН (керівник — Дмитро Васильович Повх з с. Княждвір), який підпорядковувався Коломийському надрайонному проводу ОУН.

## Адміністративний поділ станом на 1 вересня 1946 року[3]
- Печеніжинська селищна рада
  - селище Печеніжин
- Великоключівська сільська рада
  - село Великий Ключів
- Верхненська сільська рада
  - село Верхнє
- Верхньовербізька сільська рада
  - село Верхній Вербіж
- Кийданецька сільська рада
  - село Кийданці
- Малоключівська сільська рада
  - село Малий Ключів
- Марківська сільська рада
  - село Марківка
- Мишинська сільська рада
  - село Мишин
- Молодятинська сільська рада
  - село Молодятин
- Нижненська сільська рада
  - село Нижнє
- Нижньовербізька сільська рада
  - село Нижній Вербіж
- Ново-Марківська сільська рада
  - село Ново-Марківка
- Слобідська сільська рада
  - село Слобода
- Сопівська сільська рада
  - село Сопів
- Чорнопотоківська сільська рада
  - село Чорний Потік